# Union nationale d'opposition
Ne doit pas être confondu avec Union nationale de l'opposition.
L'Union nationale de l'opposition (Unión Nacional Opositora, abrégé en UNO) est une coalition politique salvadorienne qui a existé de 1972 à 1979. La coalition était composée du Parti chrétien-démocrate, du Mouvement national révolutionnaire et de l'Union démocratique nationaliste.

## Histoire
La coalition a été formée pour s'opposer au Parti de la conciliation nationale (PCN), le parti politique contrôlé par l'armée qui contrôlait le Salvador. L'UNO s'est présentée aux élections présidentielles de 1972 et 1977. Les élections ont cependant été truquées et, malgré des sources affirmant l'UNO vainqueur des deux élections, les rapports officiels déclarent vainqueur le PCN,,.